# Le avventure di Bailey
Le avventure di Bailey (Rumpole of the Bailey) è una serie televisiva britannica in 42 episodi trasmessi per la prima volta nel corso di 7 stagioni dal 1978 al 1992 con varie interruzioni.
La serie era stata anticipata da un film per la televisione pilota trasmesso il 16 dicembre 1975 e intitolato Rumpole of the Bailey. Il 30 dicembre 1980 è andato in onda un secondo e ultimo film per la televisione dal titolo Rumpole's Return.
È una serie drammatica incentrata sui casi affrontati dall'avvocato londinese Horace Rumpole. La serie si ispira alla vita professionale dell'avvocato John Mortimer, che è anche l'ideatore della serie. È stata scorporata in una serie di racconti, romanzi e programmi radiofonici.

## Personaggi e interpreti
- Horace Rumpole (42 episodi, 1978-1992), interpretato da Leo McKern.
- Henry (37 episodi, 1978-1992), interpretato da Jonathan Coy.
- Claude Erskine-Brown (35 episodi, 1978-1992), interpretato da Julian Curry.
- Hilda Rumpole (24 episodi, 1987-1992), interpretata da Marion Mathie.
È La moglie di Horace.
- Zio Tom (23 episodi, 1978-1991), interpretato da Richard Murdoch.
- Dianne - Segretaria (23 episodi, 1978-1991), interpretata da Maureen Derbyshire.
- Samuel 'Soapy Sam' Ballard, Q.C. (22 episodi, 1983-1992), interpretato da Peter Blythe.
- Hilda Rumpole (16 episodi, 1978-1983), interpretata da Peggy Thorpe-Bates.
- Guthrie Featherstone, QC MP (16 episodi, 1978-1992), interpretato da Peter Bowles.
- Phyllida 'Portia' Erskine-Brown (16 episodi, 1978-1992), interpretata da Patricia Hodge.
- Marigold Featherstone (14 episodi, 1978-1992), interpretata da Joanna Van Gyseghem.
- Mr. Bernard (14 episodi, 1983-1992), interpretato da Denis Lill.
- Elizabeth 'Mizz Liz' Probert (12 episodi, 1988-1992), interpretata da Abigail McKern.
- Percy Hoskins (10 episodi, 1983-1991), interpretato da Denys Graham.
- George Frobisher (9 episodi, 1978-1988), interpretato da Moray Watson.
- Giudice Gerald Graves (7 episodi, 1987-1992), interpretato da Robin Bailey.
- Dave Inchcape (7 episodi, 1991-1992), interpretato da Christopher Milburn.
- Jack Pommeroy (7 episodi, 1983-1991), interpretato da Eric Dodson.
- Giudice Roger 'The Mad Bull' Bullingham (5 episodi, 1978-1988), interpretato da Bill Fraser.
- Matron Marguerite 'Matey' Ballard (5 episodi, 1988-1992), interpretato da Rowena Cooper.
- Dot Clapton (5 episodi, 1992), interpretato da Camille Coduri.
- Keith (5 episodi, 1979-1988), interpretato da Peter Cartwright.
- Usher (5 episodi, 1983-1991), interpretato da William Lawford.

## Produzione
La serie, ideata da John Mortimer, fu prodotta da Thames Television e girata a Holborn in Inghilterra. Le musiche furono composte da Joseph Horovitz.

### Registi
Tra i registi della serie sono accreditati:
- Donald McWhinnie in 4 episodi (1979-1987)
- Roger Bamford in 4 episodi (1987-1988)
- Julian Amyes in 4 episodi (1988-1991)
- Robert Tronson in 4 episodi (1991-1992)
- Graham Evans in 3 episodi (1978)
- Herbert Wise in 3 episodi (1978)
- Robert Knights in 2 episodi (1979-1983)
- Brian Farnham in 2 episodi (1979)
- Martyn Friend in 2 episodi (1987-1992)
- Rodney Bennett in 2 episodi (1987)
- Mike Vardy in 2 episodi (1988)
- John Gorrie in 2 episodi (1992)

## Distribuzione
La serie fu trasmessa nel Regno Unito dal 3 aprile 1978 al 3 dicembre 1992 sulla rete televisiva BBC. In Italia è stata trasmessa con il titolo Le avventure di Bailey.
Alcune delle uscite internazionali sono state:
- nel Regno Unito il 3 aprile 1978 (Rumpole of the Bailey)
- negli Stati Uniti il 12 febbraio 1980
- in Italia (Le avventure di Bailey o Rumpole), dal 1983 è andata in onda in circuito su emittenti private come Canale 7 Genova, Telecapodistria, Telemontecarlo, Telesubalpina, Telecupole, Videogruppo Piemonte, Sestarete Piemonte, Videouno,[9] Radio Tele Barbara (Trieste) affiliata a Rete 4, mentre si ricorda al sud nel 1986 su Antenna Sicilia[10].

## Episodi
| Stagione         | Episodi | Prima TV UK | Prima TV Italia |
| ---------------- | ------- | ----------- | --------------- |
| Prima stagione   | 6       | 1978        |                 |
| Seconda stagione | 6       | 1979        |                 |
| Terza stagione   | 6       | 1983        |                 |
| Quarta stagione  | 6       | 1987        |                 |
| Quinta stagione  | 6       | 1988        |                 |
| Sesta stagione   | 6       | 1991        |                 |
| Settima stagione | 6       | 1992        |                 |